# Roy Carroll
Roy Eric Carroll (*Enniskillen, Irlanda del Norte, 30 de septiembre de 1977), futbolista norirlandés. Juega de portero y su actual equipo es el Notts County de la Football League One.

## Selección nacional
Ha sido internacional con la Selección de fútbol de Irlanda del Norte, ha jugado 19 partidos internacionales. 

## Clubes
| Club              | País       | Año         | PJ |
| ----------------- | ---------- | ----------- | -- |
| Manchester United | Inglaterra | 2001 - 2005 | 58 |
| Glasgow Rangers   | Escocia    | 2007 - 2008 | 0  |
| Odense BK         | Dinamarca  | 2009 - 2011 | 42 |
| OFI Creta         | Grecia     | 2011        |    |
| Olympiakos        | Grecia     | 2012 -      |    |

## Palmarés

### Campeonatos nacionales
| Título                 | Club              | País       | Año  |
| ---------------------- | ----------------- | ---------- | ---- |
| Football League Trophy | Wigan Athletic    | Inglaterra | 1999 |
| Premier League         | Manchester United | Inglaterra | 2003 |
| FA Community Shield    | Manchester United | Inglaterra | 2003 |
| Copa FA                | Manchester United | Inglaterra | 2004 |